# Червоний знак доблесті (фільм, 1951)
Червоний знак доблесті (англ. The Red Badge of Courage) — американська чорно-біла військова драма режисера Джона Г'юстона за однойменним романом Стівена Крейна (1894-1895). Прем'єра фільму відбулася 16 березня 1951 року.
Режисер Джон Г'юстон вважав картину своїм найкращим фільмом, незважаючи на те що, після тривалих суперечок з керівництвом студії, фільм був скорочений практично вдвічі. І Г'юстон і виконавець головної ролі, володар «Медалі Пошани», трьох «Пурпурних сердець» та інших нагород Оді Мерфі намагалися викупити права на фільм, щоб мати можливість перемонтувати картину, але студія відповіла, що вирізаний матеріал знищений. Все солдати піхотного полку, в якому служив Флемінг, носять на кашкетах перехрещені гвинтівки. Насправді ці знаки з'явилися лише в 1876 році, змінивши мисливські роги. 

## Сюжет
Фільм розповідає про те, як юному рекруту Генрі Флемінгу доводиться стикатися з жахами війни. Юнак розривається між бажанням битися і сумнівом у власній доблесті. Не витримавши першого ж кривавого бою, він біжить з поля бою. Але незабаром почуття сорому змушує його повернутися в загін і в наступній битві він проявляє себе з іншого боку. Подолавши страх смерті, він готовий зустрітися з нею віч-на-віч.

## У ролях
| Актор       | Роль          |
| ----------- | ------------- |
| Оді Мерфі   | Генрі Флемінг |
| Білл Молдин | солдафон      |
| Дуглас Дік  | лейтенант     |